# The Fool Killer
The Fool Killer è un film statunitense del 1965 diretto da Servando González.
Il film è basato sul libro omonimo scritto da Helen Eustis.